# Annika Drazek
Annika Drazek (Gladbeck, 11 aprile 1995) è una bobbista ed ex velocista tedesca, vincitrice di due titoli mondiali nel bob a due (nel 2016 e nel 2019).

## Biografia

### Gli inizi nell'atletica
Prima di dedicarsi al bob, la Drazek ha praticato a livello giovanile e juniores l'atletica leggera; gareggiò infatti nei 100 metri piani sia ai campionati mondiali allievi di Lilla 2011 che agli europei juniores di Rieti 2013, piazzandosi settima in entrambe le manifestazioni.

### Il passaggio al bob
Compete professionalmente nel bob dal 2014 come frenatrice per la squadra nazionale tedesca. Debuttò in Coppa del Mondo nella stagione 2014/15 ottenendo nella gara d'esordio, il 16 gennaio 2015 a Schönau am Königssee, anche il primo podio (3ª nel bob a due) e vincendo la sua prima gara nel week end successivo, il 24 gennaio a Sankt Moritz, con Anja Schneiderheinze; in quella stagione, su sette tappe di coppa disputate, la Drazek andò a podio per ben sei volte e nell'altra ottenne un quarto posto.
Ha partecipato ai Giochi olimpici invernali di Pyeongchang 2018, piazzandosi al quarto posto nel bob a due in coppia con Stephanie Schneider.
Prese inoltre parte a cinque edizioni dei campionati mondiali conquistando un totale di tre medaglie, delle quali due d'oro. Nel dettaglio i suoi risultati nelle prove iridate sono stati, nel bob a due: medaglia d'argento a Winterberg 2015, medaglia d'oro a Igls 2016 in coppia con Anja Schneiderheinze, quarta a Schönau am Königssee 2017, medaglia d'oro a Whistler 2019 con Mariama Jamanka e quarta ad Altenberg 2020.
Agli europei vinse quattro titoli consecutivi: a Sankt Moritz 2016 con la Schneiderheinze, a Winterberg 2017 con Mariama Jamanka, a Igls 2018 con Stephanie Schneider e a Schönau am Königssee 2019 nuovamente con la Jamanka a condurre la slitta.
Ha inoltre vinto un titolo nazionale nel bob a due.

## Palmarès

### Mondiali
- 3 medaglie:
  - 2 ori (bob a due a Igls 2016; bob a due a Whistler 2019);
  - 1 argento (bob a due a Winterberg 2015).

### Europei
- 4 medaglie:
  - 4 ori (bob a due a Sankt Moritz 2016; bob a due a Winterberg 2017; bob a due a Igls 2018; bob a due a Schönau am Königssee 2019).

### Coppa del Mondo
- 19 podi (tutti nel bob a due):
  - 8 vittorie;
  - 6 secondi posti;
  - 5 terzi posti.

#### Coppa del Mondo - vittorie
| Data             | Luogo                | Paese    | Disciplina                              |
| ---------------- | -------------------- | -------- | --------------------------------------- |
| 24 gennaio 2015  | Sankt Moritz         | Svizzera | a due con Anja Schneiderheinze (pilota) |
| 16 dicembre 2017 | Igls                 | Austria  | a due con Stephanie Schneider (pilota)  |
| 20 gennaio 2018  | Schönau am Königssee | Germania | a due con Stephanie Schneider (pilota)  |
| 8 dicembre 2018  | Sigulda              | Lettonia | a due con Mariama Jamanka (pilota)      |
| 5 gennaio 2019   | Altenberg            | Germania | a due con Mariama Jamanka (pilota)      |
| 12 gennaio 2019  | Schönau am Königssee | Germania | a due con Mariama Jamanka (pilota)      |
| 23 febbraio 2019 | Calgary              | Canada   | a due con Mariama Jamanka (pilota)      |
| 18 gennaio 2020  | Innsbruck            | Austria  | a due con Mariama Jamanka (pilota)      |

### Campionati tedeschi
- 1 medaglia:
  - 1 oro (bob a due a Winterberg 2019[1]).

### Atletica leggera
| Anno | Manifestazione   | Sede  | Evento      | Risultato | Prestazione | Note |
| ---- | ---------------- | ----- | ----------- | --------- | ----------- | ---- |
| 2011 | Mondiali allievi | Lilla | 100 m piani | 7ª        | 11"92       |      |
| 2013 | Europei juniores | Rieti | 100 m piani | 7ª        | 12"05       |      |
| 2013 | Europei juniores | Rieti | 4×100 m     | Finale    | dnf         |      |